# Uram, Jézus, légy velünk
Az Uram, Jézus, légy velünk a Jézus iránti bizalomról és az önátadásról szóló egyházi ének. Dallama a Zsasskovszky énektárból való, szövegét Tárkányi Béla írta.
Ugyanerre a dallamra Tárkányi egy Mária-éneket is írt Isten legszebb temploma címmel, mely szintén megjelent az általa is szerkesztett Zsasskovszky énektárban. Ezt az éneket a szeplőtelen fogantatás ünnepén, december 8-án éneklik.

## Kotta és dallam
| Uram Jézus! légy velünk, mi egyetlen örömünk! Nálad nélkül keserűség itt a földön életünk. Ó egyetlen örömünk, Uram Jézus, légy velünk.    | Uram Jézus! tégedet szívünk, lelkünk úgy eped, Mert kívüled nem találhat sehol biztos nyughelyet. Boldog mással nem lehet, Uram Jézus, csak veled.    | Uram Jézus! kérve kér szívünk, mely bíz és remél, Add meg néki a nyugalmat, mely minden kinccsel felér. A szív, amely bíz s remél, Uram Jézus, kérve kér. |
| Uram Jézus! adj erőt, vigasztald a szenvedőt; A bűnbánó lélek nyerjen kegyelmet az Úr előtt. Segítsd föl a küzködőt, Uram Jézus, adj erőt. | Uram Jézus! el ne hagyj, ki lelkünknek üdve vagy, Legfőképp a végső harcon végig velünk megmaradj. Te, ki lelkünk üdve vagy, Uram Jézus, el ne hagyj! | |

A Mária-ének szövege:
| Isten legszebb temploma, üdvözlégy szent Szűzanya! Kit, már mikor fogantatott, megszentelt az ég Ura. Te, kiben bűn nem vala, üdvözlégy szent Szűzanya! | Dicsőség az Istennek, békesség az embernek, Kik te benned, ó Szűzanyánk, oltalmazót nyertenek. Ég s föld velünk zengjenek: dicsőség az Istennek! | Az örök nap hajnala te vagy, áldott Szűzanya! Utánad jött Megváltónkban az igazság nappala. E nap hajnalcsillaga: üdvözlégy szent Szűzanya!          |
| Hisszük Istenségedet, áldd meg, Uram, népedet, Hogy Szűzanyánk nagy hitével imádhassunk Tégedet. Hűn szolgálva teneked, töltsük itt az életet.          | Ím, a tiszta áldozat, mit szívünk az Úrnak ad, Hogy tiszteljük méltó szívvel szent fogantatásodat. Teáltalad az Urat nyerje meg e hódolat.       | Zengje ég és föld velünk: szent vagy, édes Istenünk! Add, Uram, ezt Máriának érzésével zengenünk, Zengjen teljes életünk: szent vagy, édes Istenünk! |

## Felvételek
- SZVU 150. YouTube (2014. november 16.)  (Hozzáférés: 2017. február 7.) (audió) 1:55-ig.
- Megbízólevelek átadása. YouTube. Székesfehérvári Bazilika (2008. december 15.)  (Hozzáférés: 2017. február 7.) (videó) 1:44–3:03.|
- SzvU! 150 Uram Jézus légy velünk! YouTube (2016. szeptember 5.)  (Hozzáférés: 2017. február 7.) (videó)
- Uram, Jézus, légy velünk. Komlói Pedagógus Kamarakórus  kpkorus.bandcamp.com (2012. március 27.)  (Hozzáférés: 2017. február 7.) (audió)